# Jan Jindra
Jan Jindra (Třeboň, 6 marzo 1932 – 20 settembre 2021) è stato un canottiere cecoslovacco, dal 1993 ceco.
In rappresentanza della Cecoslovacchia ha vinto due medaglie olimpiche. In particolare ha vinto la medaglia d'oro alle Olimpiadi di Helsinki 1952 nella gara di quattro con maschile ed una medaglia di bronzo alle Olimpiadi di Roma 1960 nell'otto con.